# Jerzy Jogałła
Jerzy Jogałła (ur. 2 kwietnia 1940 w Krakowie, zm. 7 maja 2018 tamże) – polski aktor filmowy i teatralny, reżyser.

## Życiorys
W 1962 ukończył krakowską PWST. Natomiast w 1974 ukończył studia na Wydziale Reżyserii PWSFTviT w Łodzi. Dyplom uzyskał w 1976.
Jego żona Elżbieta była córką Jerzego Turowicza. Jego wnukiem jest aktor Pico Alexander.
Został pochowany na tynieckim cmentarzu parafialnym w Krakowie.

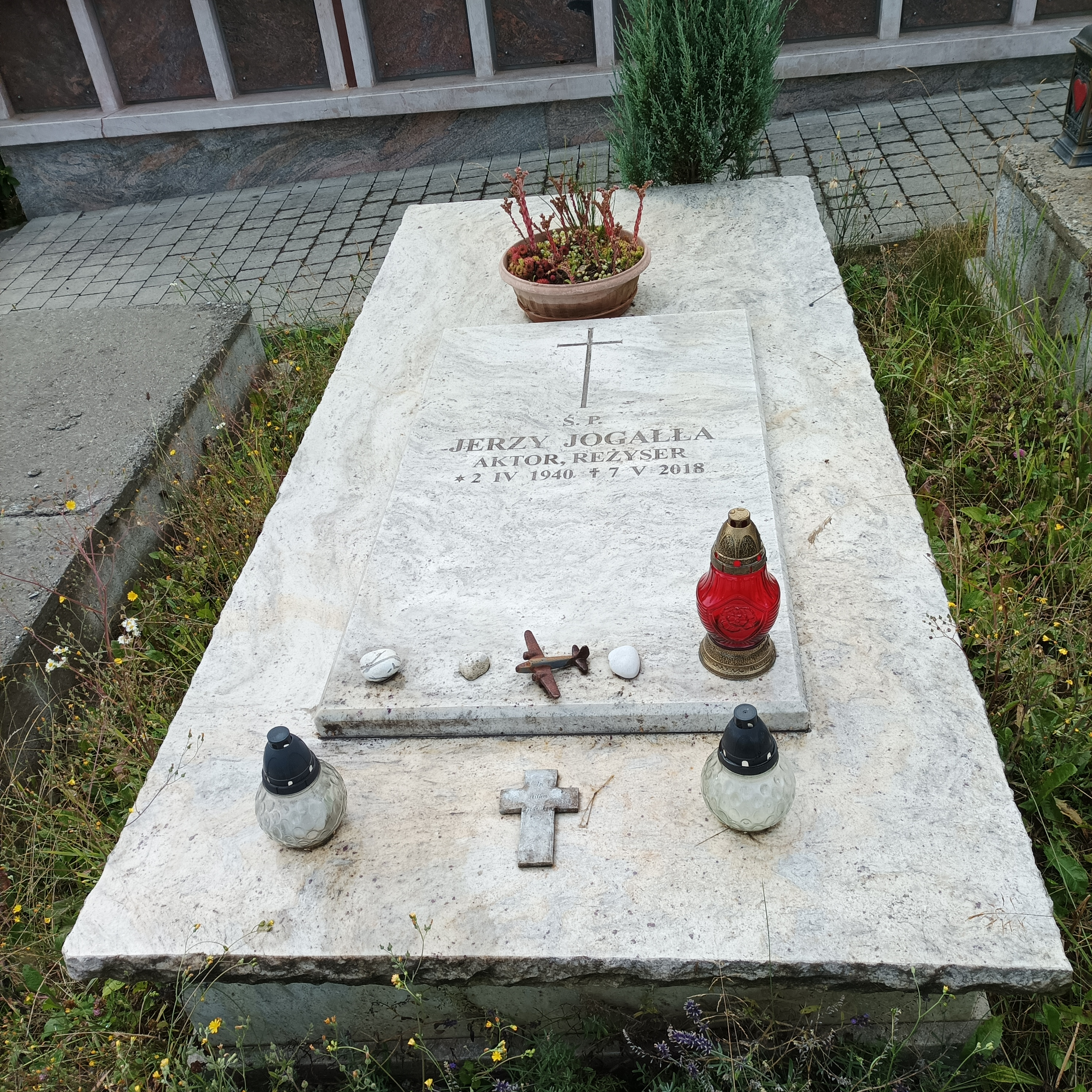
Grób Jerzego Jogałły na cmentarzu w Tyńcu

## Filmografia
- 1958: Popiół i diament – Marek, syn Szczuki
- 1958: Rancho Texas – Stefan
- 1961: Tarpany – Jędrek
- 1962: Spotkanie w Bajce – chłopak w „Bajce”
- 1963: Liczę na wasze grzechy – „Wiewiórka”, instruktor LOK
- 1966: Ściana Czarownic – narciarz Maciek Zaleski
- 1967: Pieśń triumfującej miłości – Malaj, sługa Mucjusza
- 1968: Kierunek Berlin – szeregowiec Zbigniew Zalewski
- 1969: Ostatnie dni – szeregowiec Zbigniew Zalewski
- 1969: Znicz olimpijski – Władek
- 1970: Prom – komendant radziecki
- 1971: Gwiazda Wytrwałości – podporucznik Sztum
- 1971: Podróż za jeden uśmiech – uczestnik wczasów w siodle (odc. 7)
- 1973: Die Schlussel – Franciszek
- 1974: Zwycięstwo – szeregowiec Zbigniew Zalewski
- 1975: Dulscy – urzędnik, współpracownik Felicjana Dulskiego
- 1975: Opadły liście z drzew – drukarz Zbyszek
- 1975: Znikąd donikąd – oficer KBW, kolega „Groźnego”
- 1977: Poza układem – Jacek Wilczek
- 1979: Skradziona kolekcja – Piotr Kawiarski
- 1998: La ballata dei lavavetri – ksiądz